# Effet de massue
- En macroéconomie, un effet de massue, ou effet boule de neige, survient lorsque le taux d'intérêt est supérieur au taux d'inflation et aux taux de croissance. L'emprunt devient alors très dangereux car il coûte très cher et peut engendrer des difficultés financières graves. Ce fut le cas de certaines entreprises au début des années 1980.

- En micro-économie, l'effet massue survient quand la rentabilité des capitaux employés d'une entreprise sous-capitalisée et donc proportionnellement très endettée est inférieure aux intérêts de la dette. Dans ce cas, la rentabilité financière devient négative.

La situation inverse de l'effet de massue est l'effet de levier. Ce sont les deux situations que peuvent connaître les sociétés sous-capitalisées, ce qui explique la volatilité de leur rentabilité et de leur parcours boursiers.